# Lubomír Dohnal
Lubomír Dohnal (29. ledna 1923 – ???) byl český a československý politik Československé strany socialistické a poúnorový poslanec Národního shromáždění ČSSR, České národní rady a Sněmovny lidu Federálního shromáždění.

## Biografie
Ve volbách roku 1960 byl zvolen za ČSS poslancem Národního shromáždění ČSSR za Jihomoravský kraj. Mandát obhájil ve volbách roku 1964. V Národním shromáždění zasedal až do konce jeho funkčního období v roce 1968. V dubnu 1968 se ještě stal místopředsedou Národního shromáždění.
K roku 1964 se profesně uvádí jako vedoucí odboru ONV v Gottwaldově. K roku 1968 je evidován coby místopředseda parlamentu, bytem Slavičín.
Po federalizaci Československa usedl roku 1969 do Sněmovny lidu Federálního shromáždění (volební obvod Slavičín), kde opět zastával post místopředsedy a setrval zde až do své rezignace na poslanecké křeslo v prosinci 1970. Ve stejném období zasedal i v České národní radě. Po invazi vojsk Varšavské smlouvy do Československa ho Ústřední výbor Komunistické strany Československa zařadil na seznam „představitelů a exponentů pravice“. V té době je uváděn jako místopředseda Federálního shromáždění.
Působil jako právník a publikoval několik knih na téma systému sociálního zabezpečení v Československu.